# Colin Campbell (jugador d'hoquei sobre herba)
Colin Herbert Campbell (Rocester, Staffordshire, 4 de novembre de 1887 - Stafford, 25 d'agost de 1955) va ser un jugador d'hoquei sobre herba anglès que va competir a començaments del segle xx.
El 1920 va prendre part en els Jocs Olímpics d'Anvers, on va guanyar la medalla d'or com a membre de l'equip britànic en la competició d'hoquei sobre herba.